# Mammillaria voburnensis
Mammillaria voburnensis là một loài thực vật có hoa trong họ Cactaceae. Loài này được Scheer mô tả khoa học đầu tiên năm 1845.